# Friedrich Dessauer
Friedrich Dessauer (Aschaffenburg, 19 de julio de 1881 - Fráncfort del Meno, 16 de febrero de 1963) fue un radiólogo, físico, filósofo, empresario socialmente comprometido y publicista alemán.

## Biografía
Friedrich Dessauer nació en Aschaffenburg, Alemania. Cuando era joven estaba fascinado por los nuevos descubrimientos en las ciencias naturales. Estaba particularmente interesado en los rayos X descubiertos por Wilhelm Röntgen y sus aplicaciones médicas. Dessauer estudió en la Universidad Johann Wolfgang Goethe de Fráncfort del Meno hasta 1917. De 1924 a 1933 fue miembro del partido cristianodemócrata del Reichstag, el parlamento alemán.
Fue encarcelado por los nazis cuando llegaron al poder por su oposición a Hitler. Fue puesto en libertad a petición del gobierno turco, que le invitó a la Universidad de Estambul, donde fue nombrado director del Instituto. Allí trabajó junto a Erich Uhlmann para desarrollar aplicaciones médicas de los rayos X en Turquía. Se trasladó a la Universidad de Friburgo en 1937 para ocupar la cátedra de física experimental.
En dos ocasiones fue candidato al premio Nobel.
El 16 de febrero de 1963 Dessauer murió, al igual que muchos físicos de rayos X, de la contaminación radiactiva.

## Obra
- Die Versuchung des Priesters Anton Berg (con el seudónimo Jakob Stab). Múnich: Josef Kösel Verlag, 1921.

- Zur Therapie des Karzinoms mit Röntgenstrahlen: Vorlesungen über die physikalischen Grundlagen der Tiefentherapie. Dresde; Leipzig: Verlag Theodor Steinkopff 1922

- Leben, Natur, Religion: das Problem der transzendenten Wirklichkeit. Bonn: Cohen 1924

- "Philosophie der Technik. Das Problem der Realisierung." Bonn: Cohen 1927

- "Befreiung der Technik." (con Karl A. Meissinger) Stuttgart und Berlin: J.G. Cotta'sche Buchhandlung Nachfolger 1931

- Wissen und Bekenntnis: Erörterung weltanschaulicher Probleme mit besonderer Berücksichtigung des Buches „Weltbild eines Naturforschers“ von Arnold Heim. Olten: Walter 1944

- Seele im Bannkreis der Technik (con X. von Hornstein). Freiburg i. Breisgau: Otto Walter AG Olten 1945

- Weltfahrt der Erkenntnis: Leben und Werk Isaac Newtons. Zürich: Rascher 1945

- Wilhelm C. Röntgen: die Offenbarung einer Nacht. Olten: Walter 1945

- Atomenergie und Atombombe: fassliche wissenschaftliche Darstellung und Würdigung. Olten: Walter 1945 (2ª ed. 1947)

- Mensch und Kosmos: ein Versuch.Frankfurt am Main: Knecht 1949

- "Naturwissenschaftliches Erkennen; Beiträge zur Naturphilosophie." Frankfurt am Main: Verlag Josef Knecht, 1951

- Quantenbiologie: Einführung in einen neuen Wissenszweig. Berlín; Gotinga; Heidelberg: Springer 1954 (21964)

- Streit um die Technik. Frankfurt am Main: Knecht 1956

- Die Teufelsschule. Aus dem Vermächtnis eines Arztes. Frankfurt a. M. 3ª ed. 1957

- Prometheus und die Weltübel. Frankfurt am Main: Knecht 1959

- Kontrapunkte eines Forscherlebens. Frankfurt a. M.: 1962